# William Sadler
William Thomas Sadler (Buffalo (New York), 13 april 1950) is een Amerikaans acteur. In 1992 won hij een Saturn Award voor beste bijrol in de film Bill & Ted's Bogus Journey. Sadler is het bekendst geworden door rollen in films als Die Hard 2, The Shawshank Redemption en Demon Knight. Daarnaast speelde hij in televisieseries als Roswell en Wonderfalls.

## Filmografie
*Exclusief televisiefilms
| - Iron Man 3 (2013) - Greetings from Tim Buckley (2012) - Man on a Ledge (2012) - Silent But Deadly (2011) - The Hills Run Red (2009) - Eagle Eye (2008) - The Mist (2007) - August Rush (2007) - A New Wave (2007) - Premium (2006) - Jimmy and Judy (2006) - Unspoken (2006) - Confess (2005) - Devour (2005) - Purple Heart (2005) - Kinsey (2004) - The Battle of Shaker Heights (2003) - Another Life (Korte film uit 2002) - Skippy (2001) - Stealth Fighter (1999) | - The Green Mile (1999) - Reach the Rock (1998) - Disturbing Behaviour (1998) - Ambushed (1998) - RocketMan (1997) - Solo (1996) - Bordello of Blood (1996) - Tales from the Crypt: Demon Knight (1995) - The Shawshank Redemption (1994) - Freaked (1993) - Trespass (1992) - Rush (1991) - Bill & Ted's Bogus Journey (1991) - The Hot Spot (1990) - Die Hard 2 (1990) - Hard to Kill (1990) - K-9 (1989) - Project X (1987) - Off Beat (1986) - Hanky Panky (1982) |

## Televisieseries
*Exclusief eenmalige gastrollen
- WHiH Newsfront - President Matthew Ellis (2016, twee afleveringen)
- Agents of S.H.I.E.L.D. - President Matthew Ellis (2015, 2016, drie afleveringen)
- Hawaii Five-0 - John McGarrett (2010, 2013, twee afleveringen)
- Fringe - Doctor Sumner (2008, 2011, twee afleveringen)
- The Pacific - Chesty Puller (2010, vier afleveringen)
- Traveler - Carlton Fog (2007, zeven afleveringen)
- Wonderfalls - Darrin Tyler (2004, dertien afleveringen)
- Roswell - Sheriff Jim Valenti (1999-2002, 58 afleveringen)
- Star Trek: Deep Space Nine - Luther Sloan (1998-1999, drie afleveringen)
- Tales from the Crypt - Niles Talbot en The Grimm Reaper (1989, 1994, twee afleveringen)
- Roseanne - Dwight (1989, twee afleveringen)

- Biblioteca Nacional de España: XX1163551
- Bibliothèque nationale de France: cb140248369 (data)
- Gemeinsame Normdatei: 1017964475
- International Standard Name Identifier: 0000 0000 7823 5564
- Library of Congress Control Number: no97018070
- MusicBrainz: 44c7a01d-ec72-4711-84df-81b17f276617
- Nationale Bibliotheek van Israël: 987007458733105171
- Nationale Bibliotheek van Polen: a0000001685027
- Nederlandse Thesaurus van Auteursnamen: 186554699
- Virtual International Authority File: 36519532
- WorldCat: E39PBJtxmqf6XD6ttqhbtvpVmd